# Prizrak brodit po Evrope
Prizrak brodit po Evrope (russisk: Призрак бродит по Европе) er en sovjetisk stumfilm fra 1923 af Vladimir Gardin.

## Medvirkende
- Zoja Barantsevitj
- Oleg Frelikh
- Jevgenij Grjaznov
- Lidija Iskritskaja-Gardina som Elka
- Ivan Kapralov